# ГАЗ-93
ГАЗ-93 — автомобиль-самосвал, созданный на Горьковском автомобильном заводе и Уральском автозаводе и выпускавшийся в период с 1948 по 1959 годы на Одесском автосборочном заводе, а с 1960 по 1976 год на Саранском заводе автосамосвалов.

## История
Разработка нового многоцелевого автомобиля-самосвала грузоподъемностью в 2 тонны, призванного заменить предыдущую модель ГАЗ-410, началась почти одновременно с созданием базового грузовика ГАЗ-51. Работа над созданием самосвала велась не на самом Горьковском автомобильном заводе имени Молотова, а на новом Уральском автозаводе имени Сталина построенным в городе Миасс. Самосвал, построенный на базе ГАЗ-51 (специальное самосвальное шасси ГАЗ-51Д), получил обозначение ГАЗ-93. ГАЗ-93 оснащался цельнометаллической самосвальной платформой объёмом 1,65 м³, имевшей откидной задний борт. Подъемный механизм — гидравлический с управлением из кабины, объединенный с маслонасосом, с горизонтальным расположением цилиндра, усилия от которого передавались на платформу посредством двух промежуточных тяг. Горизонтальное расположение гидроцилиндра дало возможность приблизить насос к коробке передач и обойтись одним приводным валиком. Максимальное давление в гидросистеме составляло 15 кгс/см².
Производство нового самосвала планировалось организовать на новом Новосибирском автозаводе (НАЗ), однако вскоре его перепрофилировали, поэтому производство автосамосвалов ГАЗ-93 с декабря 1948 года было налажено на Одесском автосборочном заводе. В начале 1950-х была разработана также и модификация ГАЗ-93Д с объемным дерево-металлическим кузовом, более адаптированным для нужд сельского хозяйства. Однако, в связи с низким качеством пиломатериалов довольно скоро, уже в 1956 году эту модификацию сменила модификация ГАЗ-93Б с цельнометаллическим кузовом. В отличие от ГАЗ-93 объём кузова возрос до 3,2 м³, что позволяло поднять грузоподъемность до 2,25 тонн.
Во второй половине 1950-х Одесский автосборочный завод (ОдАЗ) было решено перепрофилировать под производство так необходимых стране полуприцепов. Поэтому в столице Мордовской АССР городе Саранске началось строительство специализированного завода по выпуску горьковских самосвалов (САЗ). Уже в 1959 году производство ГАЗ-93 и его модификаций было перенесено на САЗ, который в следующем году приступил к работе. Здесь же развернулось производство сразу двух модификаций: ГАЗ-93А для промышленного строительства и ГАЗ-93Б для сельского хозяйства. В Саранске эти самосвалы выпускались вплоть до февраля 1976 года, когда закончился запас шасси ГАЗ-51Д, снятых с производства в Горьком ещё в апреле 1975 года. На смену моделям 93А и 93Б пришли модели 3503 и 3504 уже на новом горьковском шасси ГАЗ-52-02.

## Оценка и применение
Самосвалы ГАЗ-93 были логическим продолжением малотоннажных самосвалов ГАЗ-410 строившихся на шасси знаменитой «полуторки». Они были незаменимы в сельском хозяйстве, сельском строительстве на небольших стройках. Однако, массовая нехватка самосвалов в 50-х заставила использовать эти двухтонные машины и на куда более крупных стройках страны. Эти автосамосвалы стали одними из самых массовых, уступая в количестве лишь самосвалам ЗиС-ММЗ (ЗиЛ-ММЗ). К 70-м годам 93-е самосвалы морально устарели, имели слишком маленькую грузоподъемность и объём платформы. В сельском хозяйстве стали использоваться более грузоподъемные модели вроде ГАЗ-САЗ-53Б. Все это привело к тому, что не только ГАЗ-93 были сняты с производство, но уже менее чем через 7-8 лет и их наследники модели 3503 и 3504.

## Модификации

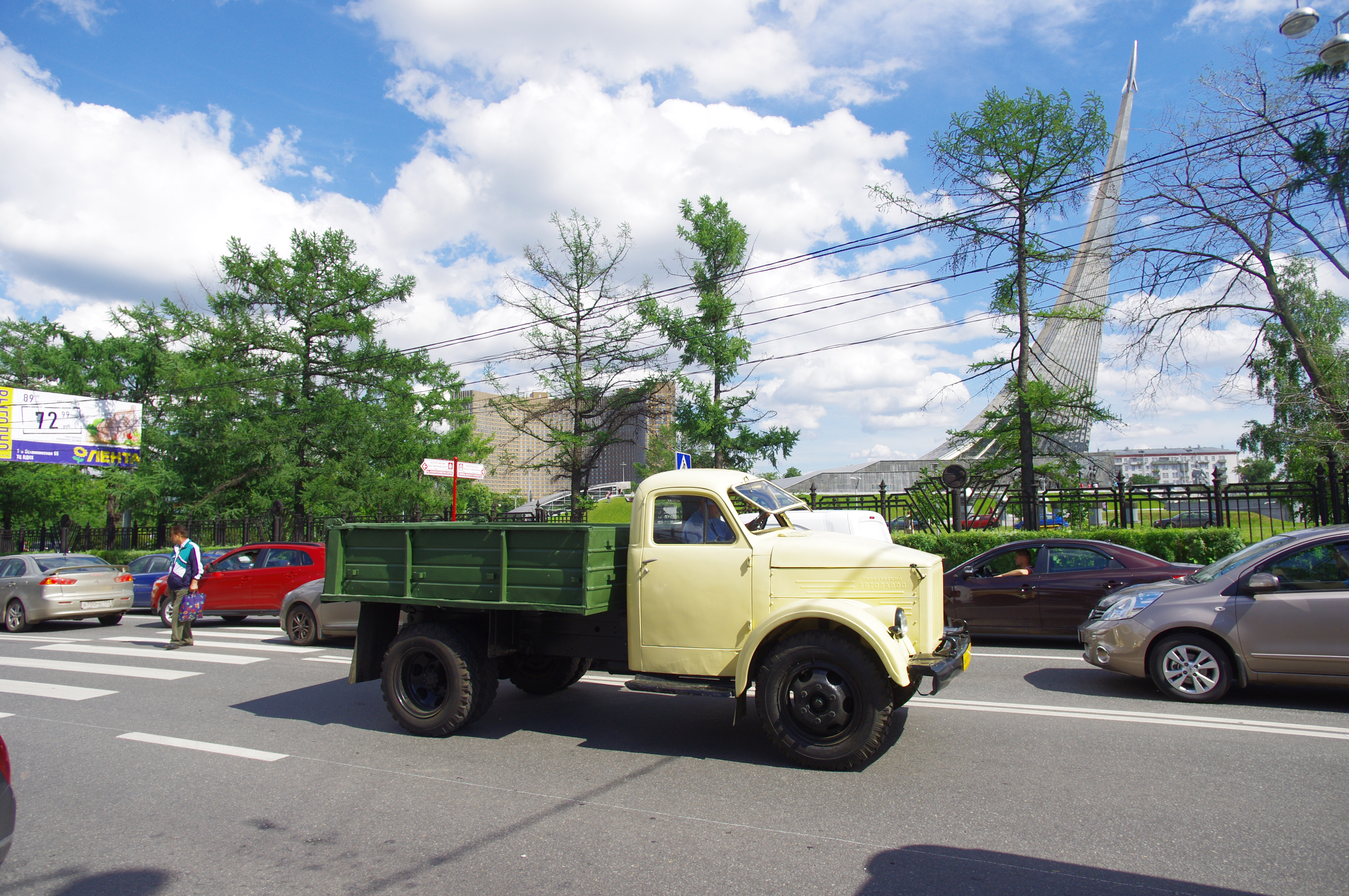
ГАЗ-93Б позднего выпуска.

- ГАЗ-93 — первая базовая модель универсальный самосвал (1948—1960)
- ГАЗ-93Д — модификация самосвала для сельского хозяйства с дерево-металлическим кузовом (1954—1956)
- ГАЗ-93А — модификация самосвала для строительства (1960—1976)
- ГАЗ-93АЭ — экспортная модификация ГАЗ-93А для стран с умеренным климатом
- ГАЗ-93АТ — экспортная модификация ГАЗ-93А для стран с тропическим климатом
- ГАЗ-93Б — модификация самосвала для сельского хозяйства (1956—1976)
- ГАЗ-93В — модификация самосвала опытный образец 1961 года
- САЗ-2500 — модификация сельскохозяйственного самосвала с предварительным подъёмом кузова